# Clubiona kigabensis
Clubiona kigabensis là một loài nhện trong họ Clubionidae.
Loài này thuộc chi Clubiona. Clubiona kigabensis được Embrik Strand miêu tả năm 1915.